# 天堂镇 (宁远县)
天堂镇，是中华人民共和国湖南省永州市宁远县下辖的一个乡镇级行政单位。

## 历史沿革
2015年1月6日，将宁远县天堂镇的下河洞村、高岗头村、寡婆桥村、刘子用村、麦地江村等5个建制村划归到桐山街道。

## 行政区划
天堂镇下辖以下地区：
天堂村、高干头村、下河洞村、刘子用村、寡婆桥村、麦地江村、曹家滩村、高源村、百步岭村、曾家洞村、寄岗村、毛里坪村、平口源村、晓石村、卜洞村、庄里洞村、石海山村、太阳洞村、牛头山村、刘村、狮子头村、岭脚村、龙须村、枞树湾村、下坊村、岭江村、老屋场村、香花桥村、马家村、大坪岭村、江村、蒋家村、新屋地村和许家村。
2015年1月6日调整后，下辖百步岭村、天堂村、晓石村、许家村、庄里洞村、平口源村、卜洞村、曾家洞村、寄岗村、石海山村、曹家滩村、高源村、毛里坪村、太阳洞村、新屋地村、枞树湾村、下坊村、香花桥村、大坪岭村、龙须村、岭江村、马家村、江村、老屋场村、岭脚村、狮子头村、牛头山村、刘村、蒋家村29个村。